# Manuel Vicente Maza
Manuel Vicente Maza (Buenos Aires, 5 aprile 1779 – Buenos Aires, 27 giugno 1839) è stato un politico e avvocato argentino.

## Biografia
Studiò all'Università di San Filippo di Santiago del Cile. Imprigionato a Lima con lo scoppio della guerra d'indipendenza argentina, fu poi liberato potendo così rientrare nella natia Buenos Aires. Qui Maza fu impegnato come giurista al servizio del nuovo stato delle Province Unite del Rio de la Plata. In questi stessi anni si avvicinò al caudillo Juan Manuel de Rosas, uno dei leader del Partito Federale della provincia bonaerense.
Con lo scoppio della guerra civile tra federales ed unitarios Maza fu costretto all'esilio in due occasioni. La prima nel 1823 per aver partecipato ad un'insurrezione contro Martín Rodríguez e la seconda sei anni dopo in quanto nemico di Juan Lavalle.
Ricoprì incarichi governativi durante i mandati di Juan Ramón Balcarce e Juan José Viamonte.
Nell'ottobre 1834 Maza fu nominato governatore ad interim della provincia di Buenos Aires. Inviò Juan Facundo Quiroga per mediare tra i governatori di Salta e Tucumán. L'omicidio dello stesso Quiroga, assassinato di ritorno dalla missione mentre attraversa la provincia di Córdoba, costernò l'opinione pubblica e costrinse Maza alle dimissioni. Gli succedette Juan Manuel de Rosas, ormai diventato l'uomo più potente della provincia di Buenos Aires. Dopo la breve esperienza di governatore Maza continuò a ricoprire l'incarico di deputato nell'assemblea bonaerense. Fu anche giudice nel processo contro i fratelli Reynosa, accusati dell'omicidio di Quiroga.
Nell'ottobre 1839 suo figlio Ramón fu accusato di cospirazione contro Rosas e posto agli arresti. Maza iniziò quindi ad adoperarsi per ottenerne la scarcerazione ma una sera, mentre era intento a scrivere una lettera al governatore bonaerense, fu assassinato a pugnalate nel suo studio da una squadra di sicari. Poche ore dopo il figlio Ramón venne ucciso a fucilate nella sua cella per ordine di Rosas.